# Rashid Al-Jirbi
Rashid Ismail Al-Jirbi (ar. راشد اسماعيل الجربي; ur. w 1961) – emiracki lekkoatleta (sprinter), olimpijczyk.
Wziął udział w Letnich Igrzyskach Olimpijskich 1984 w Los Angeles, gdzie uczestniczył w eliminacjach biegu na 400 metrów. Z wynikiem 48,71 s zajął szóste miejsce w swoim biegu kwalifikacyjnym. Wśród 80 zawodników uzyskał lepszy czas od 16 sprinterów (miał identyczny wynik jak René López, reprezentant Salwadoru). Ponadto startował w eliminacjach sztafety 4 × 400 metrów, jednak sztafeta z Półwyspu Arabskiego uzyskała najgorszy wynik spośród wszystkich ekip (3:19,90).
Dwukrotny srebrny medalista Mistrzostw Panarabskich 1981 w biegu na 100 m (10,62 s) i 200 metrów (21,66). Po zakończeniu kariery działacz lekkoatletyczny.
Rekordy życiowe: 100 m – 10,54 s (Tunis, 1981), 200 m – 21,66 s (Tunis, 1981), 400 m – 48,71 (1984).